# Lando Norris
Lando Norris (ur. 13 listopada 1999 w Bristolu) – brytyjski kierowca wyścigowy pochodzenia belgijskiego, startujący w mistrzostwach świata Formuły 1 od sezonu 2019, kierowca zespołu McLaren i zwycięzca dziewięciu wyścigów Formuły 1. Wicemistrz świata Formuły 1 (2024), Formuły 2 (2018), mistrz Europejskiej Formuły 3 (2017), Północnoeuropejskiego Pucharu Formuły Renault 2.0 (2016), Europejskiego Pucharu Formuły Renault 2.0 (2016), Toyota Racing Series (2017) i MSA Formula (2015), kartingowy mistrz świata 2014.
W latach 2017–2018 uczestnik programu młodych kierowców zespołu McLaren.

## Życiorys

### Początki
Urodził się w rodzinie Belgijki Ciscy (z domu Wauman) i Brytyjczyka Adama Norrisa. Jego ojciec był uznawany za 501. najbogatszego człowieka w Wielkiej Brytanii, a zarazem jako jednego z najbogatszych ludzi w Bristolu (pracował jako dyrektor zarządzający w Pension Direct, firmie zajmującej się doradztwem emerytalnym, a następnie zajął się inwestycjami w start-upy poprzez spółkę Horatio Investments). Rodzina Norrisa zamieszkiwała Glastonbury. Ma starszego brata Olivera oraz dwie młodsze siostry, Flo i Ciscę. Jego brat był kierowcą kartingowym. Ma podwójne obywatelstwo, brytyjskie i belgijskie. Zna podstawy języka flamandzkiego.
Był uczniem szkoły Millifield w Somerset, ale opuścił ją bez zdania egzaminu GCSE, aby w pełni poświęcić się karierze sportowej. 

### Sukcesy w kartingu i debiut w wyścigach samochodowych
Początkowo Norris interesował się wyścigami motocyklowymi, ale sytuacja zmieniła się po wizycie na lokalnym torze kartingowym, gdzie wraz z ojcem i bratem poszli oglądać rundę krajowych mistrzostw kartingowych Super 1. Mając siedem lat rozpoczął karierę w kartingu i wywalczył pole position w swoim pierwszym krajowym starcie. W 2013 roku zdobył mistrzostwo Europy juniorów CIK-FIA (KFJ), wygrał w WSK Euro-Series i Międzynarodowym Superpucharze CIK-FIA (KFJ). Rok później zdobył tytuł kartingowego mistrza świata (w klasie KF, od 15 roku życia) zostając przy tym najmłodszym mistrzem w tej kategorii w dotychczasowej historii zawodów. W tym samym sezonie zadebiutował w Ginetta Junior Championship, zawodach wspierających serię BTCC, gdzie jako kierowca zespołu HHC Motorsport zajął trzecie miejsce w klasyfikacji generalnej z dorobkiem 432 punktów i został najlepszym debiutantem serii. Na 20 wyścigów 11 razy stawał na podium w tym czterokrotnie wygrywał, dziewięć razy startował z pole position i zanotował dwa najszybsze okrążenia. Był to początek jego kariery w jednomiejscowych samochodach wyścigowych.

### Cztery tytuły mistrzowskie

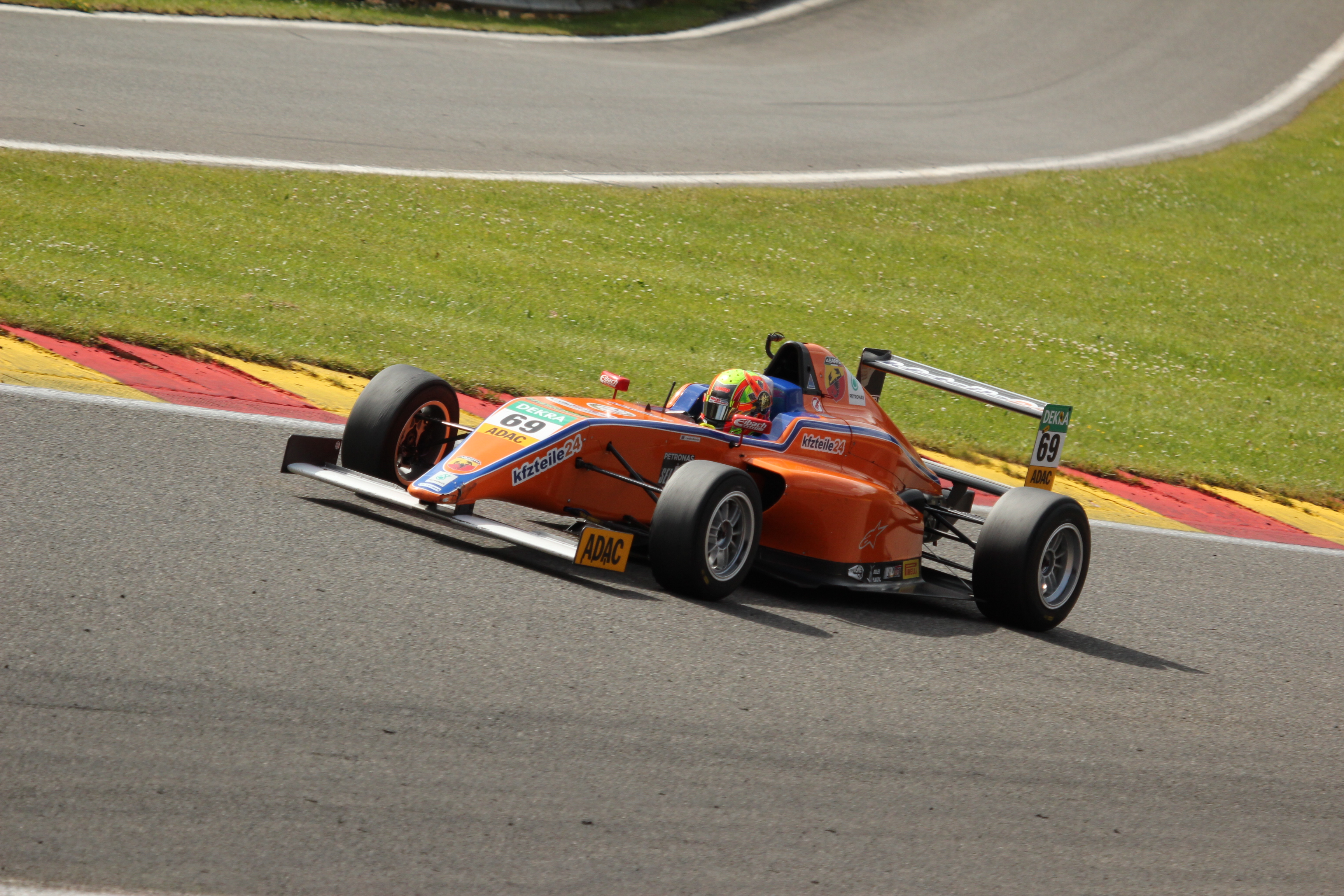
Norris w wyścigu Niemieckiej Formuły 4 na torze Circuit de Spa-Francorchamps (2015)

W sezonie 2015 Norris występował w kilku seriach wyścigowych. Pełny sezon zanotował w barwach zespołu Carlin Motorsport (z silnikiem Ford EcoBoost) w nowo powstałej serii MSA Formula (później przemianowanej na Brytyjską Formułę 4). Mając jedynie 15 lat stał się jedną z czołowych postaci serii. Wygrał osiem wyścigów, sześciokrotnie zajmował miejsce drugie, dziesięciokrotnie startował z pole position i wykonał osiem najszybszych okrążeń. W walce o tytuł mistrzowski pokonał Ricky’ego Collarda z zespołu Arden. W tym samym sezonie wystąpił w trzech weekendach wyścigowych Niemieckiej Formuły 4 w zespole ADAC Berlin-Brandenburg e.V. Na dziewięć startów dwukrotnie był autorem najszybszego okrążenia wyścigu, sześciokrotnie stawał na podium, w tym zwyciężył w wyścigu na torze Circuit de Spa-Francorchamps. Na koniec sezonu uplasował się na ósmej pozycji z dorobkiem 131 punktów, choć były to nieregularne, gościnne występy w tej serii. Ponadto kolejne dziewięć startów w tym samym zespole zanotował również we Włoskiej Formule 4, gdzie stanął raz na podium i wykonał trzy najszybsze okrążenia wyścigu. Startował również w czterech wyścigach Formuły 4 BRDC w zespole HHC Motorsport za każdym razem stając na podium i wygrywając dwa z nich. Wystartował raz z pole position i zdobył jedno najszybsze okrążenie.
W sezonie 2016 kontynuował zwycięską passę w Toyota Racing Series w Nowej Zelandii jako jeden z kierowców zespołu M2 Competition. Stawał na podium w jedenastu z 15 wyścigów, przy czym sześć z nich wygrał. Jego regularność w osiąganiu wysokich lokat pozwoliła mu na zdobycie tytułu mistrzowskiego jako pierwszemu Europejczykowi w tej serii wyścigowej. W tym samym sezonie triumfował także w dwóch innych seriach wyścigowych: Północnoeuropejskim Pucharze Formuły Renault 2.0 oraz Europejskim Pucharze Formuły Renault 2.0. W obu reprezentował niemiecki zespół Josef Kaufmann Racing i rywalizował w każdej z serii po 15 razy. W obu z nich stawał na podium kolejno po 11 (6 wygranych) i 12 razy (5 wygranych). W Północnoeuropejskim Pucharze Formuły Renault 2.0 aż dziesięciokrotnie startował z pole position, zaś w drugiej z serii sześciokrotnie. W 2016 roku Brytyjczyk odbył również gościnne starty z brytyjską ekipą Carlin w trzech rodzajach wyścigów. W Brytyjskiej Formule 3 BRDC wygrał cztery z jedenastu startów oraz zadebiutował w Europejskiej Formule 3, gdzie miał startować w kolejnym sezonie. Wziął również udział w Grand Prix Makau.
Po zdobyciu trzech tytułów mistrzowskich sezonu 2016 w Toyota Racing Series, Północnoeuropejskim Pucharze Formuły Renault 2.0 i Europejskim Pucharze Formuły Renault 2.0 zdobył nagrodę McLaren Autosport BRDC oraz nagrodę brytyjskiego kierowcy roku (ang. British Club Driver of the Year). W przypadku pierwszej z nagród otrzymał zaproszenie na testy w symulatorze, a następnie w bolidzie Formuły 1 zespołu McLaren, które odbyły się w sierpniu 2017 na torze Hungaroring. Brytyjczyk przejechał wtedy 91 okrążeń i ustanowił drugi czas tego dnia testów. Pod wrażeniem występu Norrisa na Węgrzech był ówczesny dyrektor wyścigowy McLarena Eric Boullier, który stwierdził, że młody kierowca zaskoczył ich „swoją dojrzałością, profesjonalizmem i szybkością”. Nie była to jednak pierwsza współpraca Landa Norrisa z McLarenem, gdyż już w listopadzie 2016 roku testował samochody Formuły 2, Mercedes DTM i McLaren GT na torze Silverstone. Brał także udział w sesjach w symulatorze i treningach sprawnościowych prowadzonych przez ten zespół.

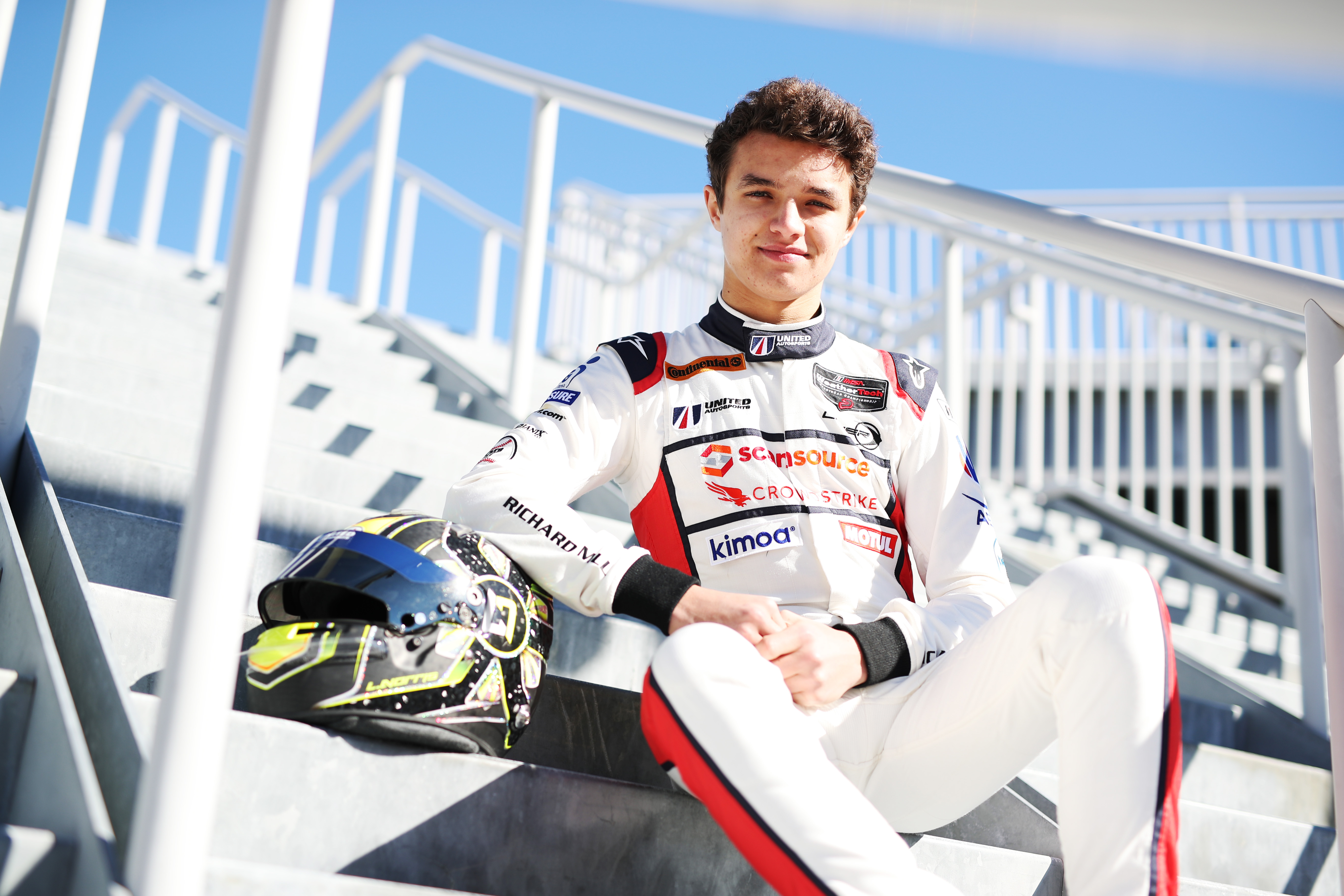
Norris jako kierowca United Autosports w wyścigu mistrzowskim WeatherTech SportsCar (2018)

### Inne
W listopadzie 2020 roku Norris założył zespół e-sportowy, Quadrant Team. W trakcie pandemii COVID-19 był on jednym z aktywnych graczy w wirtualnych grach, ale jak sam stwierdził: „Quadrant to coś, co chciałem zrobić od dłuższego czasu. Zamknięcie w domach przyśpieszyło sprawę, ponieważ w tamtym czasie częściej nadawałem na żywo”. Zaczął promować zespół wraz z kilkorgiem innych twórców m.in. swoim przyjacielem, kierowcą wyścigowym Maxem Fewtrellem. Grupa rozpoczęła publikowanie materiałów wideo na kanale YouTube oraz otworzyła sklep internetowy z linią ubrań sygnowanych marką Quadrant Team.

## Wyniki
| Legenda oznaczeń w tabelach wyników Wyświetl szablon na nowej stronie | Legenda oznaczeń w tabelach wyników Wyświetl szablon na nowej stronie                                                                     |
| Oznaczenie                                                            | Wyjaśnienie |
| --------------------------------------------------------------------- | --- |
| Złoty                                                                 | Zwycięzca lub mistrzostwo |
| Srebrny                                                               | 2. miejsce lub wicemistrzostwo |
| Brązowy                                                               | 3. miejsce lub II wicemistrzostwo |
| Zielony                                                               | Ukończył, punktował (w klasyfikacji generalnej, gdy zdobył co najmniej jeden punkt na przestrzeni sezonu, poza trzema powyższymi opcjami) |
| Niebieski                                                             | Ukończył, nie punktował (w klasyfikacji generalnej, gdy nie zdobył co najmniej jednego punktu na przestrzeni sezonu)                      |
| Czerwony                                                              | Nie zakwalifikował się (NZ) |
| Czerwony                                                              | Nie prekwalifikował się (NPK) |
| Różowy                                                                | Nie ukończył (NU) |
| Różowy                                                                | Niesklasyfikowany (NS) (w klasyfikacji generalnej, gdy nie został sklasyfikowany w żadnym wyścigu sezonu)                                 |
| Czarny                                                                | Zdyskwalifikowany (DK) |
| Czarny                                                                | Wykluczony (WYK/EX) |
| Biały                                                                 | Nie wystartował (NW) |
| Biały                                                                 | Kontuzjowany (K/INJ) |
| Biały                                                                 | Wyścig odwołany (OD/C) |
| Bez koloru                                                            | Został wycofany (WYC/WD) |
| Bez koloru                                                            | Nie przybył (NP/DNA) |
| Bez koloru                                                            | Nie brał udziału w treningach (NT/DNP) |
| Bez koloru                                                            | Nie został zgłoszony (–) |
| Pogrubienie                                                           | Start z pole position |
| Kursywa                                                               | Najszybsze okrążenie wyścigu |
| †                                                                     | Nie ukończył, ale jego rezultat został zaliczony ze względu na przejechanie więcej niż 90% dystansu wyścigu.                              |
| *                                                                     | Sezon w trakcie |
| 1/2/3                                                                 | Punktowana pozycja w sprincie |
| Lista systemów punktacji Formuły 1                                    | |

### Europejska Formuła 3
| Rok  | Zespół | Wyniki w poszczególnych eliminacjach | Wyniki w poszczególnych eliminacjach | Wyniki w poszczególnych eliminacjach | Wyniki w poszczególnych eliminacjach | Wyniki w poszczególnych eliminacjach | Wyniki w poszczególnych eliminacjach | Wyniki w poszczególnych eliminacjach | Wyniki w poszczególnych eliminacjach | Wyniki w poszczególnych eliminacjach | Wyniki w poszczególnych eliminacjach | Wyniki w poszczególnych eliminacjach | Wyniki w poszczególnych eliminacjach | Wyniki w poszczególnych eliminacjach | Wyniki w poszczególnych eliminacjach | Wyniki w poszczególnych eliminacjach | Wyniki w poszczególnych eliminacjach | Wyniki w poszczególnych eliminacjach | Wyniki w poszczególnych eliminacjach | Wyniki w poszczególnych eliminacjach | Wyniki w poszczególnych eliminacjach | Wyniki w poszczególnych eliminacjach | Wyniki w poszczególnych eliminacjach | Wyniki w poszczególnych eliminacjach | Wyniki w poszczególnych eliminacjach | Wyniki w poszczególnych eliminacjach | Wyniki w poszczególnych eliminacjach | Wyniki w poszczególnych eliminacjach | Wyniki w poszczególnych eliminacjach | Wyniki w poszczególnych eliminacjach | Wyniki w poszczególnych eliminacjach | Punkty | Pozycja |
| ---- | ------ | ------------------------------------ | ------------------------------------ | ------------------------------------ | ------------------------------------ | ------------------------------------ | ------------------------------------ | ------------------------------------ | ------------------------------------ | ------------------------------------ | ------------------------------------ | ------------------------------------ | ------------------------------------ | ------------------------------------ | ------------------------------------ | ------------------------------------ | ------------------------------------ | ------------------------------------ | ------------------------------------ | ------------------------------------ | ------------------------------------ | ------------------------------------ | ------------------------------------ | ------------------------------------ | ------------------------------------ | ------------------------------------ | ------------------------------------ | ------------------------------------ | ------------------------------------ | ------------------------------------ | ------------------------------------ | ------ | ------- |
| 2016 | Carlin | LEC                                  | LEC                                  | LEC                                  | HUN                                  | HUN                                  | HUN                                  | PAU                                  | PAU                                  | PAU                                  | RBR                                  | RBR                                  | RBR                                  | NOR                                  | NOR                                  | NOR                                  | ZAN                                  | ZAN                                  | ZAN                                  | SPA                                  | SPA                                  | SPA                                  | NÜR                                  | NÜR                                  | NÜR                                  | IMO                                  | IMO                                  | IMO                                  | HOC                                  | HOC                                  | HOC                                  | 0      | NS      |
| 2016 | Carlin | –                                    | –                                    | –                                    | –                                    | –                                    | –                                    | –                                    | –                                    | –                                    | –                                    | –                                    | –                                    | –                                    | –                                    | –                                    | –                                    | –                                    | –                                    | –                                    | –                                    | –                                    | –                                    | –                                    | –                                    | –                                    | –                                    | –                                    | NU                                   | 16                                   | 16                                   | 0      | NS      |
| 2017 | Carlin | SIL                                  | SIL                                  | SIL                                  | MNZ                                  | MNZ                                  | MNZ                                  | PAU                                  | PAU                                  | PAU                                  | HUN                                  | HUN                                  | HUN                                  | NOR                                  | NOR                                  | NOR                                  | SPA                                  | SPA                                  | SPA                                  | ZAN                                  | ZAN                                  | ZAN                                  | NÜR                                  | NÜR                                  | NÜR                                  | RBR                                  | RBR                                  | RBR                                  | HOC                                  | HOC                                  | HOC                                  | 441    | 1       |
| 2017 | Carlin | 1                                    | 9                                    | 3                                    | 1                                    | 2                                    | 2                                    | 2                                    | 2                                    | NU                                   | 8                                    | 14                                   | 3                                    | 11                                   | 1                                    | 3                                    | 1                                    | NU                                   | 1                                    | 1                                    | 3                                    | 1                                    | 1                                    | 2                                    | 1                                    | 4                                    | 2                                    | 17†                                  | 2                                    | 11                                   | 4                                    | 441    | 1       |

### Formuła 2
| Rok  | Zespół        | Wyniki w poszczególnych eliminacjach | Wyniki w poszczególnych eliminacjach | Wyniki w poszczególnych eliminacjach | Wyniki w poszczególnych eliminacjach | Wyniki w poszczególnych eliminacjach | Wyniki w poszczególnych eliminacjach | Wyniki w poszczególnych eliminacjach | Wyniki w poszczególnych eliminacjach | Wyniki w poszczególnych eliminacjach | Wyniki w poszczególnych eliminacjach | Wyniki w poszczególnych eliminacjach | Wyniki w poszczególnych eliminacjach | Wyniki w poszczególnych eliminacjach | Wyniki w poszczególnych eliminacjach | Wyniki w poszczególnych eliminacjach | Wyniki w poszczególnych eliminacjach | Wyniki w poszczególnych eliminacjach | Wyniki w poszczególnych eliminacjach | Wyniki w poszczególnych eliminacjach | Wyniki w poszczególnych eliminacjach | Wyniki w poszczególnych eliminacjach | Wyniki w poszczególnych eliminacjach | Wyniki w poszczególnych eliminacjach | Wyniki w poszczególnych eliminacjach | Punkty | Pozycja |
| ---- | ------------- | ------------------------------------ | ------------------------------------ | ------------------------------------ | ------------------------------------ | ------------------------------------ | ------------------------------------ | ------------------------------------ | ------------------------------------ | ------------------------------------ | ------------------------------------ | ------------------------------------ | ------------------------------------ | ------------------------------------ | ------------------------------------ | ------------------------------------ | ------------------------------------ | ------------------------------------ | ------------------------------------ | ------------------------------------ | ------------------------------------ | ------------------------------------ | ------------------------------------ | ------------------------------------ | ------------------------------------ | ------ | ------- |
| 2017 | Campos Racing | BHR                                  | BHR                                  | CAT                                  | CAT                                  | MON                                  | MON                                  | BAK                                  | BAK                                  | RBR                                  | RBR                                  | SIL                                  | SIL                                  | HUN                                  | HUN                                  | SPA                                  | SPA                                  | MNZ                                  | MNZ                                  | JER                                  | JER                                  | YAS                                  | YAS                                  |                                      |                                      | 0      | 25      |
| 2017 | Campos Racing | –                                    | –                                    | –                                    | –                                    | –                                    | –                                    | –                                    | –                                    | –                                    | –                                    | –                                    | –                                    | –                                    | –                                    | –                                    | –                                    | –                                    | –                                    | –                                    | –                                    | NU                                   | 13                                   |                                      |                                      | 0      | 25      |
| 2018 | Carlin        | BHR                                  | BHR                                  | BAK                                  | BAK                                  | CAT                                  | CAT                                  | MON                                  | MON                                  | LEC                                  | LEC                                  | RBR                                  | RBR                                  | SIL                                  | SIL                                  | HUN                                  | HUN                                  | SPA                                  | SPA                                  | MNZ                                  | MNZ                                  | SOC                                  | SOC                                  | YAS                                  | YAS                                  | 219    | 2       |
| 2018 | Carlin        | 1                                    | 4                                    | 6                                    | 4                                    | 3                                    | 3                                    | 6                                    | 3                                    | 16                                   | 5                                    | 2                                    | 11                                   | 10                                   | 3                                    | 2                                    | 4                                    | 4                                    | 2                                    | 6                                    | 5                                    | NU                                   | NU                                   | 5                                    | 2                                    | 219    | 2       |

### Formuła 1
| Rok  | Zespół          | Samochód       | Silnik                                 | Wyniki w poszczególnych eliminacjach | Wyniki w poszczególnych eliminacjach | Wyniki w poszczególnych eliminacjach | Wyniki w poszczególnych eliminacjach | Wyniki w poszczególnych eliminacjach | Wyniki w poszczególnych eliminacjach | Wyniki w poszczególnych eliminacjach | Wyniki w poszczególnych eliminacjach | Wyniki w poszczególnych eliminacjach | Wyniki w poszczególnych eliminacjach | Wyniki w poszczególnych eliminacjach | Wyniki w poszczególnych eliminacjach | Wyniki w poszczególnych eliminacjach | Wyniki w poszczególnych eliminacjach | Wyniki w poszczególnych eliminacjach | Wyniki w poszczególnych eliminacjach | Wyniki w poszczególnych eliminacjach | Wyniki w poszczególnych eliminacjach | Wyniki w poszczególnych eliminacjach | Wyniki w poszczególnych eliminacjach | Wyniki w poszczególnych eliminacjach | Wyniki w poszczególnych eliminacjach | Wyniki w poszczególnych eliminacjach | Wyniki w poszczególnych eliminacjach | Punkty | Pozycja |
| ---- | --------------- | -------------- | -------------------------------------- | ------------------------------------ | ------------------------------------ | ------------------------------------ | ------------------------------------ | ------------------------------------ | ------------------------------------ | ------------------------------------ | ------------------------------------ | ------------------------------------ | ------------------------------------ | ------------------------------------ | ------------------------------------ | ------------------------------------ | ------------------------------------ | ------------------------------------ | ------------------------------------ | ------------------------------------ | ------------------------------------ | ------------------------------------ | ------------------------------------ | ------------------------------------ | ------------------------------------ | ------------------------------------ | ------------------------------------ | ------ | ------- |
| 2019 | McLaren F1 Team | McLaren MCL34  | Renault R.E.19 1.6 V6T                 | Australia                            | Bahrajn                              |                                      | Azerbejdżan                          | Hiszpania                            | Monako                               | Kanada                               | Francja                              | Austria                              | Wielka Brytania                      | Niemcy                               | Węgry                                | Belgia                               | Włochy                               | Singapur                             | Rosja                                | Japonia                              | Meksyk                               | Stany Zjednoczone                    | Brazylia                             |                                      |                                      |                                      |                                      | 49     | 11      |
| 2019 | McLaren F1 Team | McLaren MCL34  | Renault R.E.19 1.6 V6T                 | 12                                   | 6                                    | 18†                                  | 8                                    | NU                                   | 11                                   | NU                                   | 9                                    | 6                                    | 11                                   | NU                                   | 9                                    | 11†                                  | 10                                   | 7                                    | 8                                    | 11                                   | NU                                   | 7                                    | 8                                    | 8                                    |                                      |                                      |                                      | 49     | 11      |
| 2020 | McLaren F1 Team | McLaren MCL35  | Renault R.E.20 1.6 V6T                 | Austria                              |                                      | Węgry                                | Wielka Brytania                      | Wielka Brytania                      | Hiszpania                            | Belgia                               | Włochy                               | Toskania                             | Rosja                                | Niemcy                               | Portugalia                           | Emilia-Romania                       | Turcja                               | Bahrajn                              | Bahrajn                              |                                      |                                      |                                      |                                      |                                      |                                      |                                      |                                      | 97     | 9       |
| 2020 | McLaren F1 Team | McLaren MCL35  | Renault R.E.20 1.6 V6T                 | 3                                    | 5                                    | 13                                   | 5                                    | 9                                    | 10                                   | 7                                    | 4                                    | 6                                    | 15                                   | NU                                   | 13                                   | 8                                    | 8                                    | 4                                    | 10                                   | 5                                    |                                      |                                      |                                      |                                      |                                      |                                      |                                      | 97     | 9       |
| 2021 | McLaren F1 Team | McLaren MCL35M | Mercedes-AMG F1 M12                    | Bahrajn                              | Emilia-Romania                       | Portugalia                           | Hiszpania                            | Monako                               | Azerbejdżan                          | Francja                              |                                      | Austria                              | Wielka Brytania                      | Węgry                                | Belgia                               | Holandia                             | Włochy                               | Rosja                                | Turcja                               | Stany Zjednoczone                    | Meksyk                               |                                      | Katar                                | Arabia Saudyjska                     |                                      |                                      |                                      | 160    | 6       |
| 2021 | McLaren F1 Team | McLaren MCL35M | Mercedes-AMG F1 M12                    | 4                                    | 3                                    | 5                                    | 8                                    | 3                                    | 5                                    | 5                                    | 5                                    | 3                                    | 4                                    | NU                                   | 14                                   | 10                                   | 2                                    | 7                                    | 7                                    | 8                                    | 10                                   | 10                                   | 9                                    | 10                                   | 7                                    |                                      |                                      | 160    | 6       |
| 2022 | McLaren F1 Team | McLaren MCL36  | Mercedes F1 M13 E Performance 1.6 V6 t | Bahrajn                              | Arabia Saudyjska                     | Australia                            | Emilia-Romania                       | Stany Zjednoczone                    | Hiszpania                            | Monako                               | Azerbejdżan                          | Kanada                               | Wielka Brytania                      | Austria                              | Francja                              | Węgry                                | Belgia                               | Holandia                             | Włochy                               | Singapur                             | Japonia                              | Stany Zjednoczone                    | Meksyk                               |                                      |                                      |                                      |                                      | 122    | 7       |
| 2022 | McLaren F1 Team | McLaren MCL36  | Mercedes F1 M13 E Performance 1.6 V6 t | 15                                   | 7                                    | 5                                    | 35                                   | NU                                   | 8                                    | 6                                    | 9                                    | 15                                   | 6                                    | 7                                    | 7                                    | 7                                    | 12                                   | 7                                    | 7                                    | 4                                    | 10                                   | 6                                    | 9                                    | NU7                                  | 6                                    |                                      |                                      | 122    | 7       |
| 2023 | McLaren F1 Team | McLaren MCL60  | Mercedes F1 M14 E Performance 1.6 V6 t | Bahrajn                              | Arabia Saudyjska                     | Australia                            | Azerbejdżan                          | Stany Zjednoczone                    | Monako                               | Hiszpania                            | Kanada                               | Austria                              | Wielka Brytania                      | Węgry                                | Belgia                               | Holandia                             | Włochy                               | Singapur                             | Japonia                              | Katar                                | Stany Zjednoczone                    | Meksyk                               |                                      | Stany Zjednoczone                    |                                      |                                      |                                      | 205    | 6       |
| 2023 | McLaren F1 Team | McLaren MCL60  | Mercedes F1 M14 E Performance 1.6 V6 t | 17                                   | 17                                   | 6                                    | 910                                  | 17                                   | 9                                    | 17                                   | 13                                   | 4                                    | 2                                    | 2                                    | 76                                   | 7                                    | 8                                    | 2                                    | 2                                    | 3                                    | 24                                   | 5                                    | 2                                    | NU                                   | 5                                    |                                      |                                      | 205    | 6       |
| 2024 | McLaren F1 Team | McLaren MCL38  | Mercedes F1 M15 E Performance 1.6 V6 t | Bahrajn                              | Arabia Saudyjska                     | Australia                            | Japonia                              |                                      | Stany Zjednoczone                    | Emilia-Romania                       | Monako                               | Kanada                               | Hiszpania                            | Austria                              | Wielka Brytania                      | Węgry                                | Belgia                               | Holandia                             | Włochy                               | Azerbejdżan                          | Singapur                             | Stany Zjednoczone                    | Meksyk                               |                                      | Stany Zjednoczone                    | Katar                                |                                      | 374    | 2       |
| 2024 | McLaren F1 Team | McLaren MCL38  | Mercedes F1 M15 E Performance 1.6 V6 t | 6                                    | 8                                    | 3                                    | 5                                    | 26                                   | 1                                    | 2                                    | 4                                    | 2                                    | 2                                    | 20†3                                 | 3                                    | 2                                    | 5                                    | 1                                    | 3                                    | 4                                    | 1                                    | 43                                   | 2                                    | 61                                   | 6                                    | 102                                  | 1                                    | 374    | 2       |
| 2025 | McLaren F1 Team | McLaren MCL39  | Mercedes F1 M16 E Performance 1.6 V6 t | Australia                            |                                      | Japonia                              | Bahrajn                              | Arabia Saudyjska                     | Stany Zjednoczone                    | Emilia-Romania                       | Monako                               | Hiszpania                            | Kanada                               | Austria                              | Wielka Brytania                      | Belgia                               | Węgry                                | Holandia                             | Włochy                               | Azerbejdżan                          | Singapur                             | Stany Zjednoczone                    | Meksyk                               |                                      | Stany Zjednoczone                    | Katar                                |                                      | 226*   | 2*      |
| 2025 | McLaren F1 Team | McLaren MCL39  | Mercedes F1 M16 E Performance 1.6 V6 t | 1                                    | 28                                   | 2                                    | 3                                    | 4                                    | 2                                    | 2                                    | 1                                    | 2                                    | 20†                                  | 1                                    | 1                                    |                                      |                                      |                                      |                                      |                                      |                                      |                                      |                                      |                                      |                                      |                                      |                                      | 226*   | 2*      |

* – Sezon w trakcie.

### Podsumowanie
| Sezon | Seria                                         | Zespół                | Starty           | P1               | PP               | NO               | Podium           | Punkty           | Pozycja          |
| ----- | --------------------------------------------- | --------------------- | ---------------- | ---------------- | ---------------- | ---------------- | ---------------- | ---------------- | ---------------- |
| 2014  | Ginetta Junior Championship                   | HHC Motorsport        | 20               | 4                | 8                | 2                | 11               | 432              | 3                |
| 2015  | Formuła MSA                                   | Carlin                | 30               | 8                | 10               | 9                | 14               | 413              | 1                |
| 2015  | Niemiecka Formuła 4                           | Mücke Motorsport      | 8                | 1                | 0                | 3                | 6                | 131              | 8                |
| 2015  | Włoska Formuła 4                              | Mücke Motorsport      | 9                | 0                | 0                | 3                | 1                | 51               | 11               |
| 2015  | Formuła 4 BRDC                                | HHC Motorsport        | 4                | 2                | 1                | 1                | 4                | 128              | 5                |
| 2016  | Europejski Puchar Formuły Renault 2.0         | Josef Kaufmann Racing | 15               | 5                | 6                | 4                | 12               | 253              | 1                |
| 2016  | Północnoeuropejski Puchar Formuły Renault 2.0 | Josef Kaufmann Racing | 15               | 6                | 10               | 4                | 11               | 316              | 1                |
| 2016  | Toyota Racing Series                          | M2 Competition        | 15               | 6                | 8                | 5                | 11               | 924              | 1                |
| 2016  | Brytyjska Formuła 3 BRDC                      | Carlin                | 11               | 4                | 4                | 3                | 8                | 247              | 8                |
| 2016  | Europejska Formuła 3                          | Carlin                | 3                | 0                | 0                | 0                | 0                | 0                | NS               |
| 2016  | Grand Prix Makau                              | Carlin                | 1                | 0                | 0                | 0                | 0                | —                | 11               |
| 2017  | Europejska Formuła 3                          | Carlin                | 30               | 9                | 8                | 8                | 20               | 441              | 1                |
| 2017  | Grand Prix Makau                              | Carlin                | 1                | 0                | 0                | 0                | 1                | —                | 2                |
| 2017  | Formuła 2                                     | Campos Racing         | 2                | 0                | 0                | 0                | 0                | 0                | 25               |
| 2017  | Formuła 1                                     | McLaren Honda         | Kierowca testowy | Kierowca testowy | Kierowca testowy | Kierowca testowy | Kierowca testowy | Kierowca testowy | Kierowca testowy |
| 2018  | Formuła 2                                     | Carlin                | 24               | 1                | 1                | 1                | 9                | 219              | 2                |
| 2018  | Mistrzostwa WeatherTech SportsCar             | United Autosports     | 1                | 0                | 0                | 0                | 0                | 18               | 58               |
| 2018  | Formuła 1                                     | McLaren F1 Team       | Kierowca testowy | Kierowca testowy | Kierowca testowy | Kierowca testowy | Kierowca testowy | Kierowca testowy | Kierowca testowy |
| 2019  | Formuła 1                                     | McLaren F1 Team       | 21               | 0                | 0                | 0                | 0                | 49               | 11               |
| 2020  | Formuła 1                                     | McLaren F1 Team       | 17               | 0                | 0                | 2                | 1                | 97               | 9                |
| 2021  | Formuła 1                                     | McLaren F1 Team       | 22               | 0                | 1                | 1                | 4                | 160              | 6                |
| 2022  | Formuła 1                                     | McLaren F1 Team       | 22               | 0                | 0                | 2                | 1                | 122              | 7                |
| 2023  | Formuła 1                                     | McLaren F1 Team       | 22               | 0                | 0                | 1                | 7                | 205              | 6                |
| 2024  | Formuła 1                                     | McLaren F1 Team       | 24               | 4                | 8                | 4                | 13               | 374              | 2                |